# San Lorenzo in Fonte
Santi Ippolito e Lorenzo in Fonte ou Igreja dos Santos Hipólito e Lourenço em Fonte, amplamente conhecida apenas como San Lorenzo in Fonte ou Igreja de São Lourenço em Fonte, é uma igreja de Roma, Itália, localizada no rione Monti, na via Urbana. É dedicada aos santos Hipólito e Lourenço.

## História
Segundo a tradição, foi construída no local onde ficava a casa do centurião Hipólito, onde ele manteve cativo o diácono Lourenço, que batizou milagrosamente seu carcereiro fazendo brotar milagrosamente uma fonte no local, ainda visível no subterrâneo da igreja.
Não se sabe a origem da igreja e ela é por vezes confundida com outra, já destruída, conhecida como "Memoria Sancti Hippoliti", mencionada no século IV e cujo título acabou ligado a esta igreja. Ela foi mencionada novamente num documento preservado na Basílica de Santa Maria Maggiore datado de 28 de maio de 1348. Nos séculos XIII e XIV, ela foi servida por monges e freiras beneditinos.
A igreja atual, com uma nave única com três capelas de cada lado, foi construída em 1656, por ordem do cardeal espanhol Juan Alvarez de Toledo, pelo arquiteto Domenico Castelli.

## Descrição
Entre as obras preservadas nesta igreja, são importantes:
- No altar-mor, "Batismo de Santo Hipólito", atribuído a Giovan Battista Speranza, autor das telas laterais, "Martírio de São Lourenço" e "São Lourenço distribuindo Pães aos Pobres";
- O "Martírio dos Santos João e Paulo", de um autor desconhecido do século XVII;
- O "Busto do Papa Urbano VIII", atribuído a Bernini ou à sua oficina;
- Os ambientes do subsolo, com a antiga prisão onde este preso São Lourenço.

A igreja abriga ainda o túmulo do famoso arquiteto Carlo Fontana, um dos principais auxiliares de Bernini.

## Galeria

Imagens da igreja
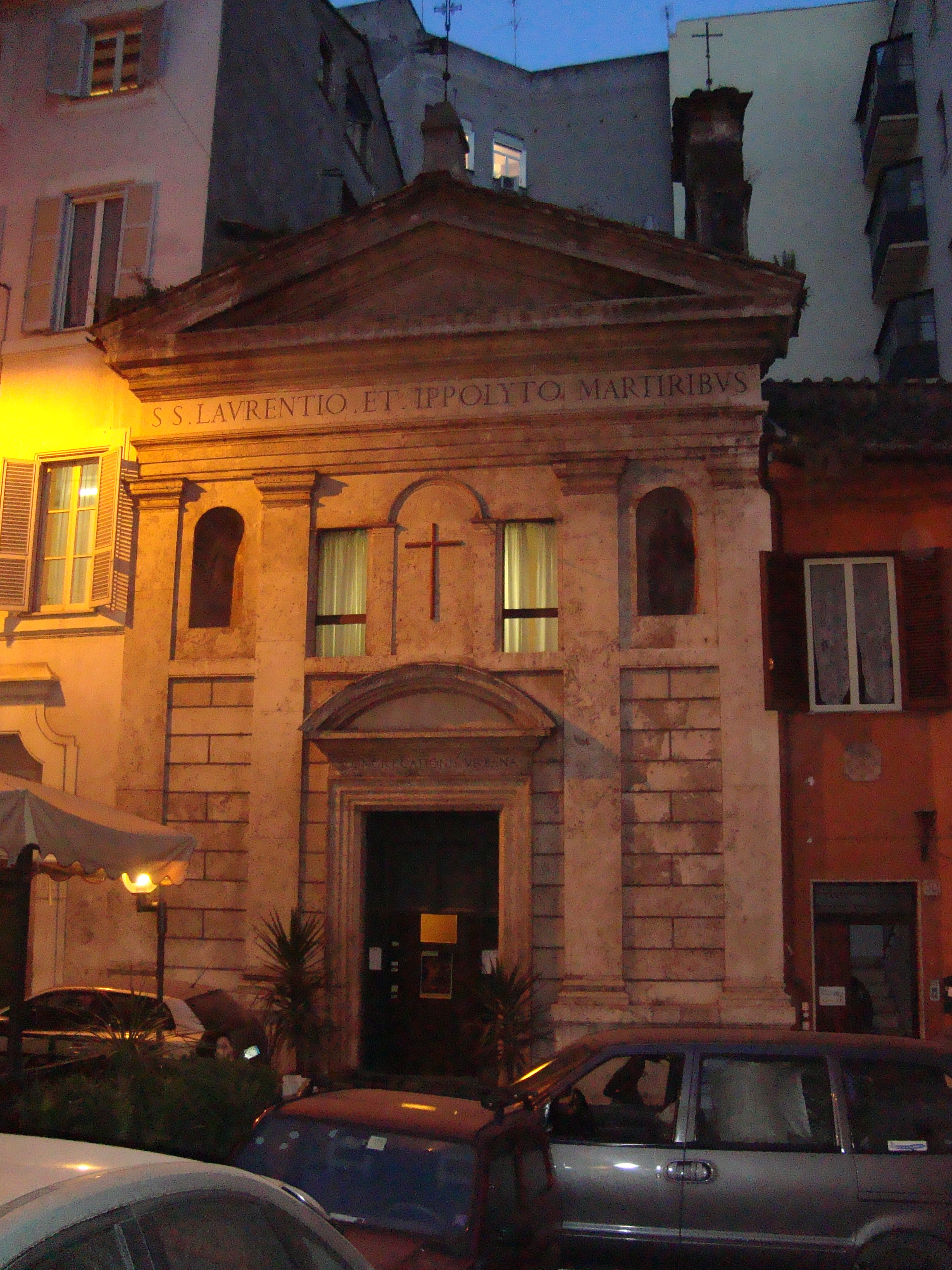
Detalhe da fachada.
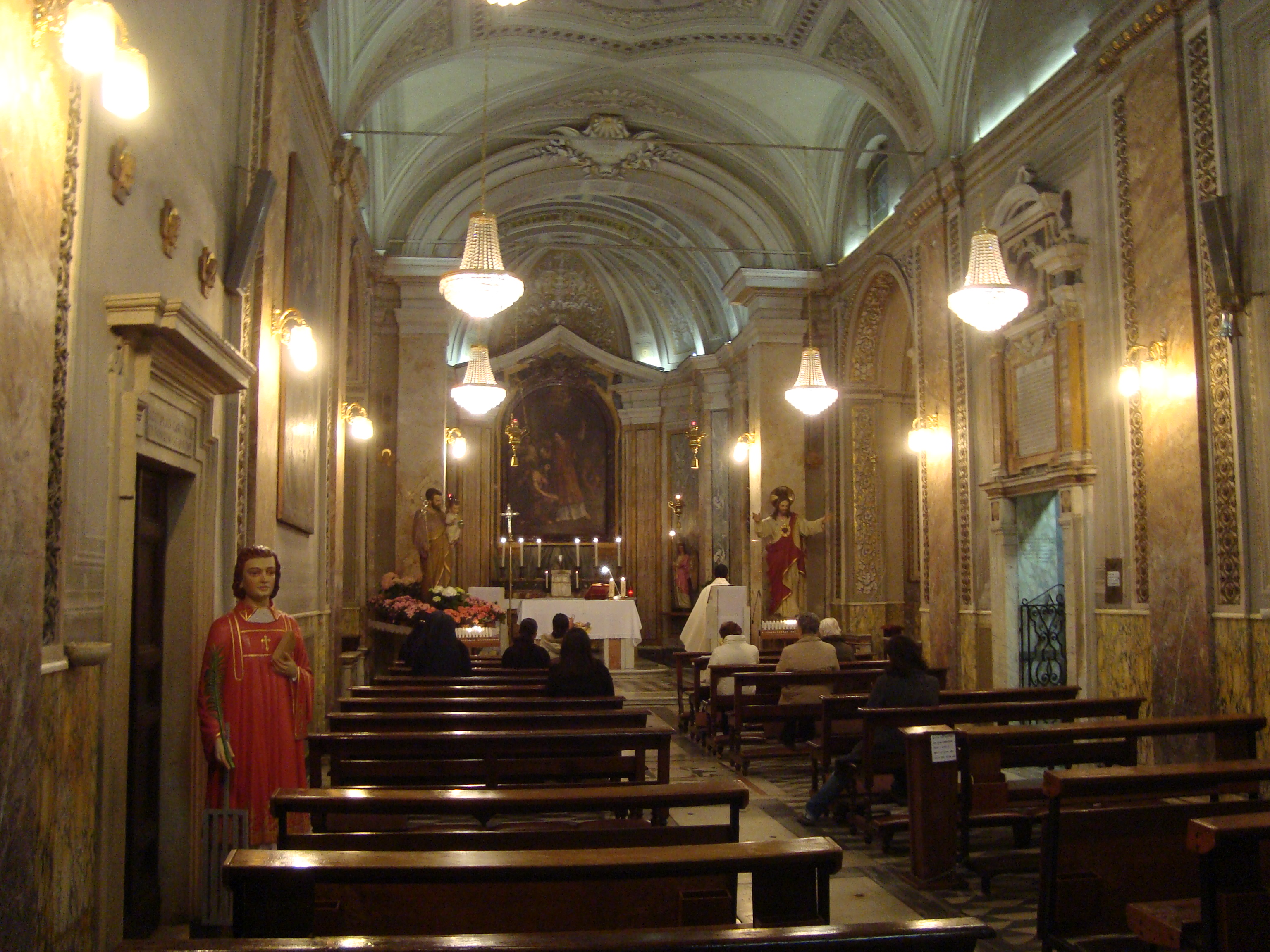
Vista do interior.
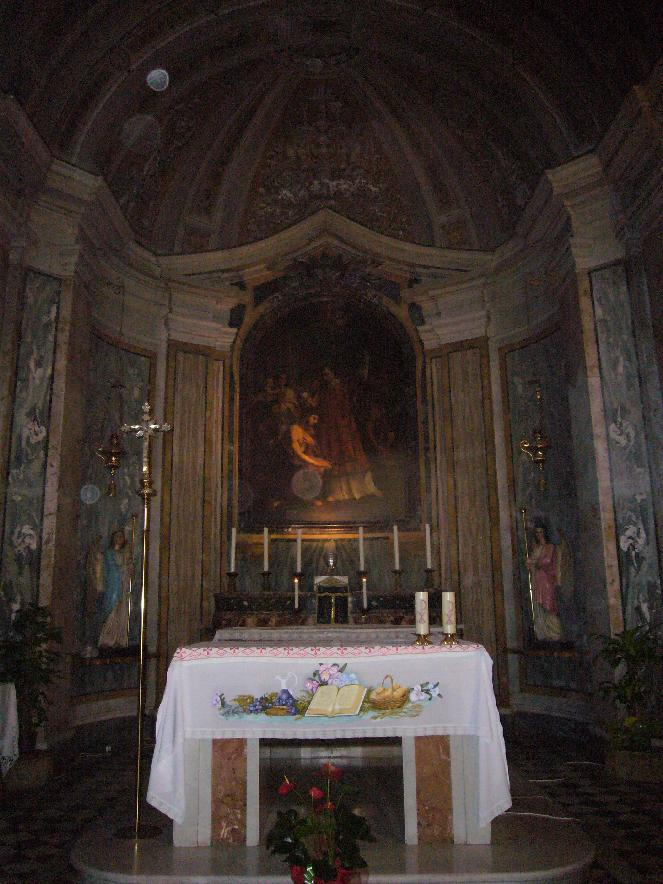
Altar-mor.